# Deltoya
Deltoya és el títol del tercer àlbum d'estudi de la banda de rock espanyola Extremoduro, publicat per DRO el 15 de juny de 1992. La seva distribució es va fer en els formats de CD, vinil i casset. Per als dos últims va haver de dividir-se en dos vinils i dos cassets respectivament per la llarga durada de l'àlbum.
El 1991, una vegada acabada l'enregistrament i producció de Somos unos animales, el segon disc del grup, l'àlbum surt al carrer, però la banda no cobra gens en concepte de drets d'autor, raó per la qual abandonen la discogràfica amb la qual estaven en aquell moment, Àrea Creativa. És en aquest moment quan José Antonio Gómez, de DRO, es mostra interessat a fitxar per ells, ja que la popularitat del grup, malgrat la seva nul·la promoció, és ja notòria. És factor determinant per a l'establiment d'un contracte amb DRO el que el nou baixista del grup, Carlos el Sucio, els conegui a ell i a José Carlos Sánchez, també de la discogràfica, de manera que li és més fàcil convèncer-los.

## Crèdits
- Roberto "Robe" Iniesta – Guitarra i veu
- Salo – Guitarra
- Carlos "el Sucio" – Baix
- Luis "von Fanta" – Bateria